# 秋村謙宏
秋村 謙宏（あきむら のりひろ、1966年2月26日 - ）は、山口県宇部市出身の元プロ野球選手（投手）、現在はプロ野球審判員。審判員袖番号は1。

## 来歴・人物
宇部商業高では豪速球投手として注目を集め、エースとして甲子園に3回出場。2年次の1982年夏は、山口県予選で準々決勝の岩国高（5回コールド）、準決勝の萩工を相手に連続ノーヒットノーランを達成。決勝でも下関商を完封し夏の選手権に出場。しかし2回戦（初戦）で高岡商に敗退。翌1983年の春の選抜は、1回戦で久留米商の山田武史投手に完封を喫する。同年の夏の選手権は準々決勝に進むが、三浦将明投手を擁する横浜商に敗退。この大会では3回戦で、仙台商の荻原満（のち東海大）から大会第23号本塁打を放っている。
1984年に高校卒業後、法政大学へ進学。東京六大学野球リーグで在学中4回の優勝を経験する。1年次からリーグ戦を経験するが、84年春の東大2回戦で朝木秀樹に（東大初の）満塁本塁打を浴び1-10で敗れた。翌日3回戦は法大が17-1で東大を下した。2年上に主戦投手西川佳明、1年上に猪俣隆、石井丈裕両投手がおり、下級生の時は登板機会が少なかった。しかし4年生時はエースとして1987年秋季リーグで優勝、同季のベストナインに選出される。同年の第18回明治神宮野球大会では決勝で渡辺正和、小林昭則両投手のいた筑波大に延長10回の熱戦の末に敗れた。リーグ通算33試合に登板し14勝1敗、防御率3.01、96奪三振。大学同期に鈴木俊雄、松井達徳、2学年下に葛西稔投手がいる。
1988年に大学卒業後、社会人野球の日本石油に進む。1989年の都市対抗野球に出場。1回戦でNTT北海道を相手に先発するが4回に集中打を浴び降板、チームは2回戦で松下電器に敗れた。
1989年オフ、ドラフト外で広島東洋カープに入団。
1年目の1990年から主に中継ぎとして起用され、1993年には6勝と活躍したが、翌年以降は不振に陥り未勝利に終わる。1995年オフに金銭トレードで日本ハムファイターズに移籍、しかしここでも登板機会に恵まれず、1997年限りで現役を引退した。
広島時代には中日ドラゴンズの森田幸一に「投手のプロ初打席初本塁打」を献上するという珍しい記録があった。
引退後の1999年、パシフィック・リーグ審判部入局。審判員袖番号は2003年まで10、2004年以降は1。秋村の入局前に10をつけていた斎田忠利（元・審判部長）と、秋村よりも前に1をつけ、秋村の入局前年に退職した五十嵐洋一（元・審判部副部長）はともに法政大学の先輩である。1を選んだ理由は、学生時代に出席番号などで1番が多かったからだという。
1年目の1999年に早くも一軍試合初出場を果たし、2003年には入局5年目にしてオールスターゲーム第1戦（7月15日・大阪ドーム）で球審を務める。2006年にはパ・リーグ審判員奨励賞を受賞した。
2007年、日本シリーズ初出場を果たし、第3戦で球審を担当している。9年目での日本シリーズ出場は異例の早さである（本来は15年程度は要する）。2007年8月、『四番、ピッチャー、背番号1』（横尾弘一著）で、その歩みが取り上げられた。2010年7月16日の千葉ロッテマリーンズ対埼玉西武ライオンズ13回戦（千葉マリンスタジアム）で1000試合出場を果たした。
2016年シーズンから球審の構えをシザーススタンスからボックス(スロット)スタンスに変更した。ただし、場面によっては以前のようなシザースで構えていることもある。
2016年4月14日、東京ヤクルトスワローズ対読売ジャイアンツ6回戦（神宮球場）で三塁塁審を務め、史上88人目となる通算1500試合出場を達成した。
上記の通り、1年目から一軍の試合に出場し、9年目に日本シリーズに出場するなど、評価は高く、セ・パ統合前は「選手が選ぶ!ベストアンパイア」にも、何度か選出されている。

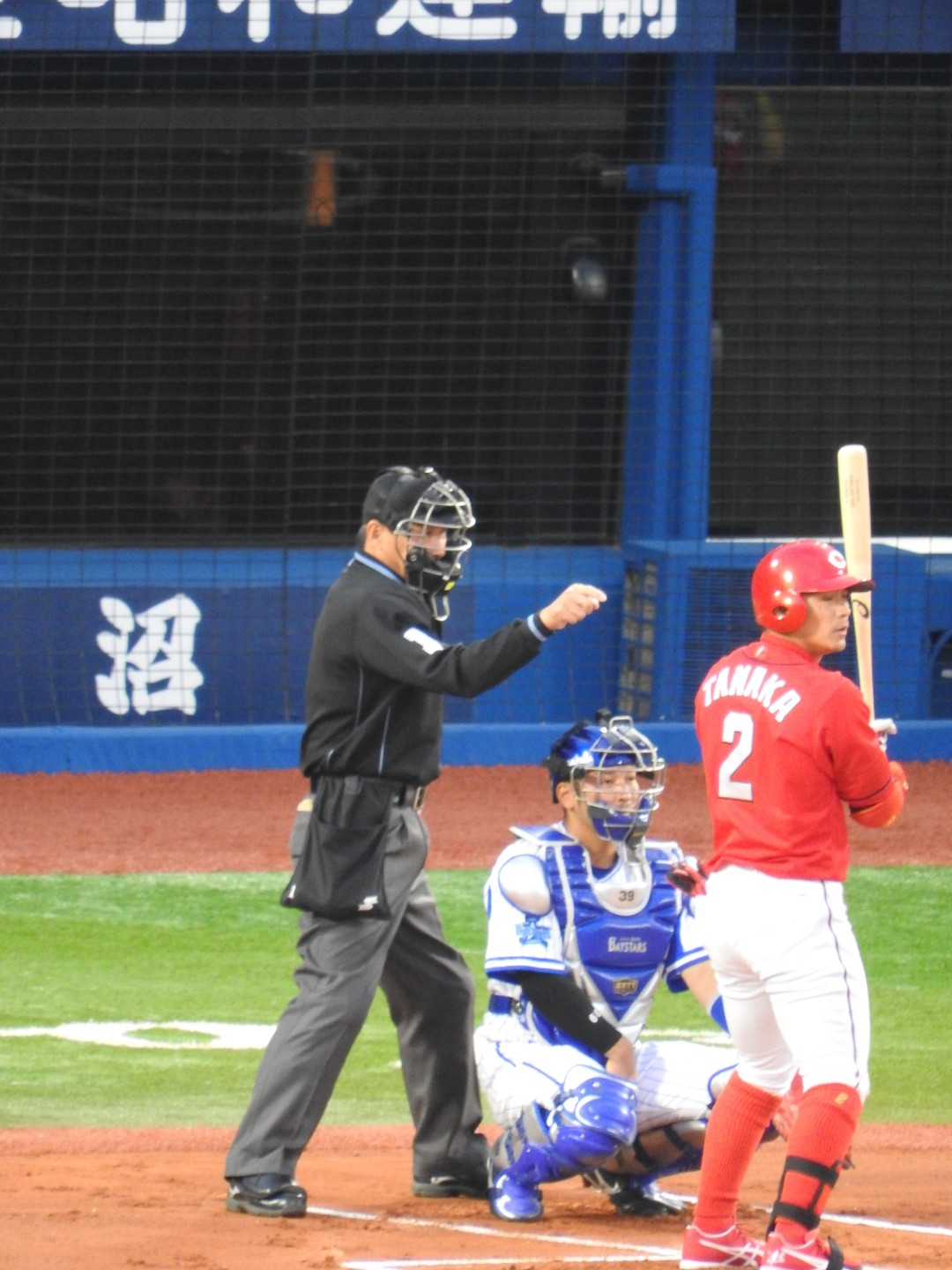
2021年4月2日横浜スタジアムにて

2021年6月26日の東京ヤクルトスワローズ対読売ジャイアンツ（明治神宮野球場）9回戦にて一塁塁審を務め、史上71人目の通算2000試合出場を達成した。

## 詳細情報

### 年度別投手成績
| 年 度     | 球 団     | 登 板 | 先 発 | 完 投 | 完 封 | 無 四 球 | 勝 利 | 敗 戦 | セ 丨 ブ | ホ 丨 ル ド | 勝 率 | 打 者 | 投 球 回 | 被 安 打 | 被 本 塁 打 | 与 四 球 | 敬 遠 | 与 死 球 | 奪 三 振 | 暴 投 | ボ 丨 ク | 失 点 | 自 責 点 | 防 御 率 | W H I P |
| --------- | --------- | ----- | ----- | ----- | ----- | -------- | ----- | ----- | -------- | ----------- | ----- | ----- | -------- | -------- | ----------- | -------- | ----- | -------- | -------- | ----- | -------- | ----- | -------- | -------- | ------- |
| 1990      | 広島      | 33    | 0     | 0     | 0     | 0        | 1     | 1     | 1        | --          | .500  | 233   | 57.0     | 42       | 4           | 28       | 0     | 0        | 45       | 2     | 0        | 24    | 23       | 3.63     | 1.23    |
| 1991      | 広島      | 10    | 1     | 0     | 0     | 0        | 1     | 2     | 0        | --          | .333  | 72    | 17.0     | 14       | 5           | 7        | 0     | 0        | 21       | 0     | 0        | 10    | 10       | 5.29     | 1.24    |
| 1992      | 広島      | 39    | 1     | 0     | 0     | 0        | 1     | 2     | 1        | --          | .333  | 240   | 57.1     | 52       | 5           | 18       | 1     | 2        | 59       | 3     | 0        | 27    | 24       | 3.77     | 1.22    |
| 1993      | 広島      | 48    | 1     | 0     | 0     | 0        | 6     | 4     | 0        | --          | .600  | 334   | 75.0     | 83       | 14          | 35       | 1     | 1        | 58       | 4     | 1        | 43    | 36       | 4.32     | 1.57    |
| 1994      | 広島      | 27    | 0     | 0     | 0     | 0        | 0     | 1     | 1        | --          | .000  | 159   | 38.1     | 35       | 6           | 14       | 0     | 2        | 24       | 0     | 0        | 20    | 20       | 4.70     | 1.28    |
| 1995      | 広島      | 12    | 1     | 0     | 0     | 0        | 0     | 1     | 0        | --          | .000  | 64    | 14.0     | 18       | 2           | 8        | 0     | 1        | 4        | 0     | 0        | 12    | 11       | 7.07     | 1.86    |
| 1996      | 日本ハム  | 4     | 0     | 0     | 0     | 0        | 0     | 0     | 0        | --          | ----  | 28    | 5.0      | 7        | 2           | 5        | 0     | 1        | 1        | 1     | 0        | 4     | 4        | 7.20     | 2.40    |
| 通算：7年 | 通算：7年 | 173   | 4     | 0     | 0     | 0        | 9     | 11    | 3        | --          | .450  | 1130  | 263.2    | 251      | 38          | 115      | 2     | 7        | 212      | 10    | 1        | 140   | 128      | 4.37     | 1.39    |

### 記録
- 初登板：1990年4月7日、対阪神タイガース1回戦（広島市民球場）、5回表に2番手として救援登板、2回2/3を2失点
- 初奪三振：同上、5回表に田尾安志から
- 初勝利：1990年7月7日、対ヤクルトスワローズ13回戦（山形県野球場）、9回表に5番手として救援登板・完了、1回無失点
- 初セーブ：1990年8月11日、対阪神タイガース19回戦（広島市民球場）、7回表に2番手として救援登板・完了、3回1失点
- 初先発：1991年6月4日、対横浜大洋ホエールズ7回戦（横浜スタジアム）、3回3失点で敗戦投手

### 背番号
- 53（1990年 - 1992年）
- 47（1993年 - 1995年）
- 24（1996年）
- 00（1997年）

## 審判出場記録
- 初出場：1999年10月1日、ロッテ対日本ハム26回戦（千葉マリンスタジアム）、三塁塁審。
- 出場試合数：2319試合
- オールスター出場：4回（2003年、2009年、2016年、2021年)
- 日本シリーズ出場：3回（2007年、2013年、2017年）

（記録は2024年シーズン終了時）

## 表彰
- パシフィック・リーグ審判員奨励賞（2006年）
- 最優秀審判員賞（2023年）

（記録は2023年シーズン終了時）